# Maurizio Schincaglia
Maurizio Schincaglia (né le 21 avril 1959 à Codigoro en Émilie-Romagne) est un joueur de football italien, qui évoluait au poste d'attaquant.

## Biographie
Formé par le club de la Juventus, il y fait ses débuts professionnels en 1976-77, jouant le premier match de sa carrière le 26 juin 1977 lors d'un match nul 1-1 contre l'US Lecce en coupe. Il ne joue finalement que huit matchs pour deux buts avec son club formateur (tous en coupe), dont aucun en championnat (son club remporte néanmoins durant ces deux années aux les scudetti de 1976-77 et 1977-78).
Après ensuite une brève au Juniorcasale puis au Cremonese, il part rejoindre en octobre 1978 le club de la Ternana Calcio, club qui lui permet de disputer ses six premiers matchs en Serie B.
Au bout d'une saison, il quitte le club pour rejoindre les lombards de l'Atalanta, où il inscrit au total 3 buts en 14 matchs.
Il repasse ensuite pour quelque temps à Casale, avant de passer deux saisons avec le Forlì Football Club, puis une brève période à l'Imperia Calcio.
À l'automne 1983, il signe au Lanerossi Vicence, avec qui il reste deux saisons, obtenant la promotion en Serie B (où il joue 18 matchs pour un but) puis en Serie A (qui fut ensuite annulée par la C.A.F.).
Il termine ensuite sa carrière avec le Football Club Trévise, le Giarre Football Club et enfin l'Unione Sportiva Pistoiese 1921.
Il fait actuellement partie du staff de Ciro Ferrara en tant que collaborateur technique à la Sampdoria depuis juillet 2012.